# Elle (film, 1954)
Pour plus de détails, voir Fiche technique et Distribution.
Elle (Sie) est un film allemand réalisé par Rolf Thiele, sorti en 1954.

## Fiche technique
- Titre original : Sie
- Titre français : Elle
- Réalisation : Rolf Thiele
- Scénario : Rolf Thiele d'après le roman de Gábor Vaszary
- Musique : Hans-Martin Majewski
- Pays d'origine : Allemagne de l'Ouest
- Format : Noir et blanc - 1,37:1 - Mono
- Genre : comédie romantique
- Date de sortie : 1954

## Distribution
- Marina Vlady : Céline
- Walter Giller : Ypsilon
- Nadja Tiller : Din
- Wera Frydtberg : Louise
- Hilde Hildebrand : le voisin
- Gregor von Rezzori : Rédacteur